# Thomas Johnson (homme politique)
Thomas Ryder Johnson (17 mai 1872 - 17 janvier 1963) est un homme politique et syndicaliste du Parti travailliste irlandais qui est chef de l'opposition de 1922 à 1927 et chef du Parti travailliste de 1917 à 1927. Il est Teachta Dála (TD) pour le comté de Dublin de 1922 à 1927. Il est sénateur du Panel du travail de 1928 à 1934.

## Jeunesse
Né à Liverpool, Johnson travaille sur les quais pour un marchand de poisson irlandais, passant une grande partie de son temps à Dunmore East et Kinsale. C'est ainsi qu'il adopte des idées sur le socialisme et le nationalisme irlandais, rejoignant en 1893 la branche de Liverpool du Parti travailliste indépendant. En 1900, il commence à travailler comme voyageur de commerce, puis déménage en 1903 avec sa famille à Belfast où il s'implique dans la vie politique et syndicale.

## Militant syndical
En 1907, Johnson aide James Larkin à organiser une grève dans le port, mais assiste avec consternation à la grève, qui débute avec une remarquable solidarité entre les travailleurs, et se termine dans des émeutes sectaires. À diverses époques, il est président, trésorier et secrétaire du Congrès des syndicats irlandais qui est, à cette époque, également le Parti travailliste en Irlande, jusqu'à sa fondation officielle en 1912 par James Connolly et James Larkin. Johnson devient vice-président du TUC en 1913 et président en 1915.
Johnson sympathise avec les Volontaires irlandais, dont beaucoup ont été licenciés de leur emploi pour activités illégales. Lors de l'insurrection de Pâques, il note dans son journal que les Irlandais prêtaient peu d'attention au sort des révolutionnaires vaincus. Il accède à la tête du Parti travailliste à partir de 1917, mais le parti ne participe pas aux élections générales de 1918. Lorsque le gouvernement britannique tente d'imposer la conscription en Irlande en 1918, Johnson mène une grève en collaboration avec d'autres membres du mouvement irlandais anti-conscription.

## Politique
Il est ensuite élu député du comté de Dublin au Troisième Dáil lors des élections générales de 1922 et reste chef du Parti travailliste jusqu'en 1927 devenant chef de l'opposition au Dáil de l'État libre d'Irlande, la faction anti-traité du Sinn Féin ayant refusé de reconnaître le Dáil tel que constitué. Il publie une déclaration de soutien au gouvernement du 4e Dáil lorsque la mutinerie de l'armée menace le contrôle civil en mars 1924.

## Fin de carrière
Johnson est le seul chef du Parti travailliste à avoir été chef de l'opposition au Dáil. Il perd son siège au Dáil aux élections générales de septembre 1927 et l'année suivante, il est élu au Seanad Éireann, où il reste jusqu'à l'abolition du Seanad en 1936.
En 1896, il rencontre Marie Tregay, alors enseignante à l'école nationale St. Multose, à l'extérieur de Kinsale. Originaire de Cornwall, elle a des opinions politiques avancées. Ils se marient en 1898 à Liverpool. Leur fils unique, né en 1899, Frederick Johnson, devient un acteur bien connu. Thomas Johnson est décédé le 17 janvier 1963 au 49 Mount Prospect Avenue, Clontarf, Dublin.